# Frane Puntar
Frane Puntar, slovenski mladinski pesnik in pisec lutkovnih in radijskih iger, * 15. september 1936, Krško, Slovenija, † 12. april 2013, Ljubljana.
Živel in ustvarjal je v Ljubljana kot svobodni književnik. Pisal je pesmi in radijske igre, povečini namenjene otrokom. Velja za najbolj prevajanega slovenskega pisatelja radijskih iger vseh časov.

## Življenje
Gimnazijo je obiskoval v Celju, kjer je leta 1954 maturiral. Nato se je vpisal na Fakulteto za arhitekturo v Ljubljani, a študija ni končal. Kratek čas je opravljal razne honorarne zaposlitve, nato pa se je posvetil zgolj pisanju.
Svojo prvo pesem za odrasle je objavil leta 1956 v reviji Nova Obzorja. Pet let zatem je izšla njegova prva zbirka Zelena ječa. Pisal je pesmi za otroke in jih nekaj več kot deset let objavljal v Najdihojci, prilogi Slovenskega poročevalca, Cicibanu in Pionirskem listu. Prvo radijsko igro za otroke Packe je napisal leta 1963, a ni doživela odmeva. Začetek njegovega intenzivnega sodelovanja z Radiom Ljubljana velja leto 1966, ko je bila izvedena njegova radijska igra Nad streho Severnica.

## Delo
Frane Puntar je osrednje ime slovenske mladinske igre. S svojimi igrami je oblikoval novo, umetniško poglobljeno in učinkovito smer, ki besede oz. jezikovno 'zgodbo' opazno nadgrajuje z zvočnim gradivom tako, da nastaja pred poslušalcem neke vrste »zvočna slikanica« oziroma »zvočni kolaž«. Pomembnejše Puntarjveve igre so: Packe od A do Ž (1963), Nad streho Severnica (1966), Pravljica v modrem (1968), A (1969), Medvedek zleze vase (1970), Vrata, ki škripljejo (1974), Ham (1979). Svojih radijskih iger ni dovolil tiskati. Šele 1993 je izšla zbirka štirih radijskih iger s skupnim naslovom Hojlarija in druge radijske igre za otroke (zbirka vključuje: Hojlarija, A, Lov na rep in 'Vzorček). Leta 1976 je prejel nagrado Prešernovega sklada za mladinske igre.

### Lutkovne igre
- Stol pod potico (1973)
- Medvedek zleze vase (1974)
- A (1975)
- Hruške gor, hruške dol (1975)
- Gugalnica (1978)

### Radijske igre in oddaje
- Packe od A do Ž (1963)
- Nad streho Severnica (1966)
- Pipa s toplo vodo (1967)
- Pravljica v modrem (1968)
- Kako se je teta Mica odvadila sovražiti krave (1968)
- A (1969)
- Literarna plaža (1970)
- Medvedek zleze vase (1970)
- Kdor drugemu jamo koplje, vihti lopato (1971)
- Cestožerka (1971)
- Gumica, olovka, pero (1971)
- Gosli (1972)
- Uho(1972)
- Vlak šolskih torbic (1973)
- Jabolko (1973)
- Az alma (1973/74)
- Dvojčk (1973)
- Bobnanje od znotraj (1973)
- Šal] (1973)
- Vrata, ki škripljejo (1974)
- Vzorček (1974)
- Biba leze (1975)
- Ha (1975)
- Hojlarija (1975)
- Pesem ali potica (1976)
- Vile, vale, voli (1976)
- Pesem gre na zmenek (1977)
- Tek za čevlji (1978)
- Mala žalost (1978)
- Stari mož, budilka, sosed, pes, pipa, riba, tat (1978)
- Ham (1979)
- Beli dan (1981)
- Trobentice (1982)
- Lov na rep (1983)
- Škratek lučka (1984)
- Veter veje (1984)
- V moji senci drevo (1985)
- Hruške gor, hruške do] (1987)

### Televizijske oddaje in igre
- Stol pod potico (1977)
- Prgišče pravljic (1978-1979)